# Sheik Yerbouti
Sheik Yerbouti (Scheich Yerbouti, Verballhornung von Shake Your Booty (Schüttel deinen Hintern)) ist ein Doppelalbum von Frank Zappa. Es erschien am 3. März 1979 und erreichte in den Billboard-200-Charts Platz 21. Einzelne Stücke des Albums erreichten auch Platzierungen in den Single-Charts, Bobby Brown erreichte 1995 in Skandinavien erneut die Top-Ten-Charts. Mit über zwei Millionen Verkäufen ist dieses Album das erfolgreichste Zappas.

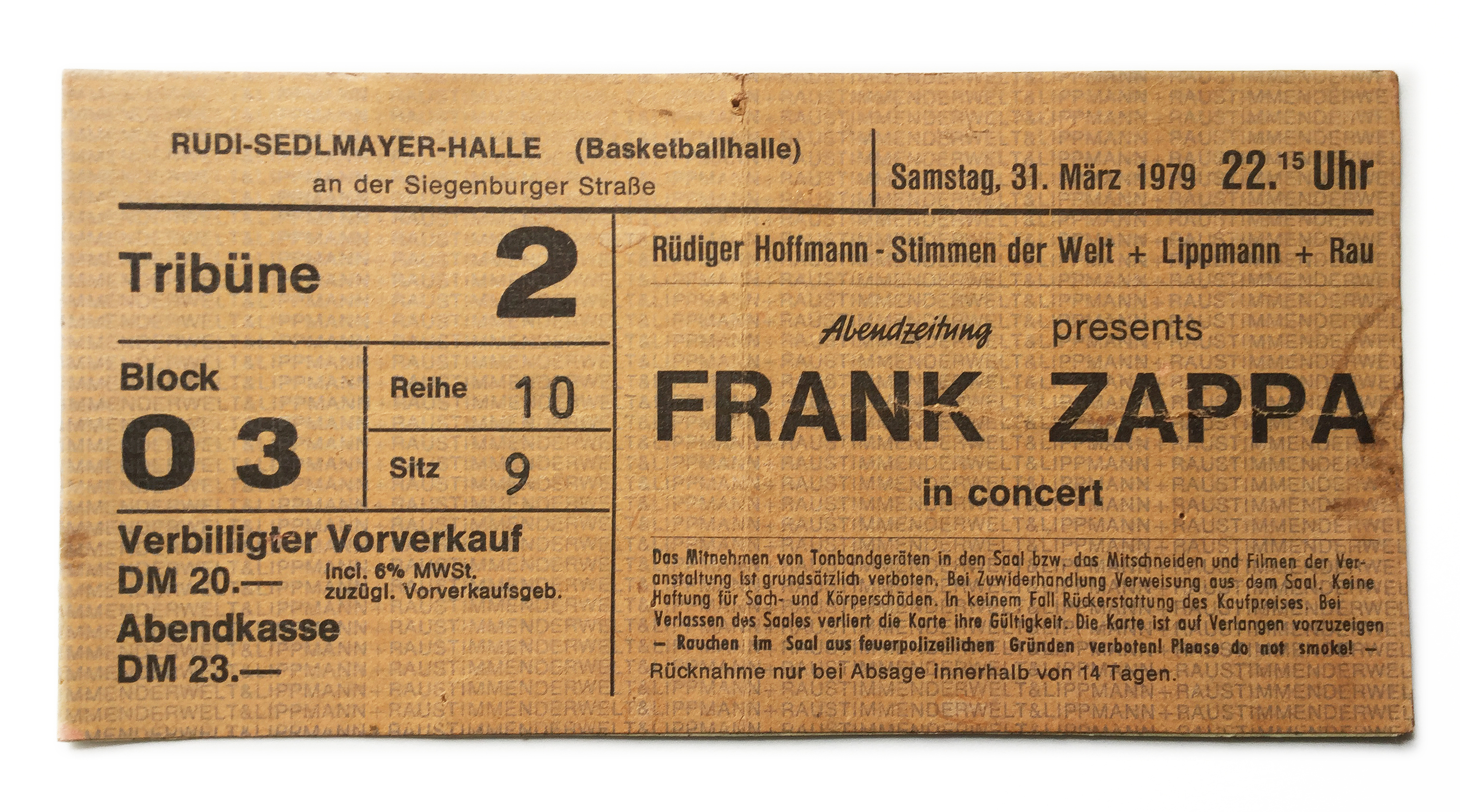
Ticket der Zappa-Tournee 1979, die (zumindest im deutschsprachigen Raum) als „The Scheik YerBouti Tour“ (Plakate) beworben wurde.

Das Album basiert auf live eingespielten Stücken, die im Studio nachbearbeitet und mit zusätzlichen oder alternativen Overdubs versehen wurden. In dem Stück Rubber Shirt sieht der Musikjournalist Barry Miles Zappas ersten Versuch, bewusst eine Technik einzusetzen, die dieser später als Xenochronie bezeichnete: Er spielte zwei Tonspuren zusammen, die völlig unabhängig voneinander im Abstand von mehreren Jahren aufgenommen worden waren.

## Hintergrund
Sheik Yerbouti war ein wichtiger Wendepunkt in Zappas Karriere. Es war das erste Album, das nach seinem Abschied von Warner Bros. Records auf seinem eigenen Label Zappa Records veröffentlicht wurde. Durch eine deutliche Zunahme der komödiantischen Aspekte in seinen Texten gewann er die Aufmerksamkeit der sogenannten „Mainstream-Medien“, wodurch er zunehmende Plattenverkäufe erzielte. Sheik Yerbouti ist mit über 2 Millionen verkauften Einheiten (Stand: 2020) das weltweit meistverkaufte Album von Frank Zappa.
Lynn Goldsmith fotografierte die Cover-Portraits.

## Titelliste
| Nr. | Titel                                          | Länge |
| --- | ---------------------------------------------- | ----- |
| 1.  | I Have Been in You                             | 3:34  |
| 2.  | Flakes                                         | 6:41  |
| 3.  | Broken Hearts Are for Assholes                 | 3:42  |
| 4.  | I’m So Cute                                    | 3:09  |
| 5.  | Jones Crusher                                  | 2:49  |
| 6.  | What Ever Happened to All the Fun in the World | 0:33  |
| 7.  | Rat Tomago                                     | 5:17  |
| 8.  | Wait a Minute                                  | 0:31  |
| 9.  | Bobby Brown (Goes Down)                        | 2:49  |
| 10. | Rubber Shirt (FZ/ Bozzio/ O’Hearn)             | 0:43  |
| 11. | The Sheik Yerbouti Tango                       | 3:58  |
| 12. | Baby Snakes                                    | 1:50  |
| 13. | Tryin’ to Grow a Chin                          | 3:32  |
| 14. | City of Tiny Lites                             | 5:31  |
| 15. | Dancin' Fool                                   | 3:43  |
| 16. | 0Jewish Princess                               | 3:16  |
| 17. | 0Wild Love                                     | 4:09  |
| 18. | 0Yo’ Mama                                      | 12:35 |

## Albumcover
Albumcover Sheik Yerbouti
 Externe Weblinks auf urheberrechtlich geschützte Inhalte.
- Cover. Zappa.com

## Rezeption
Sheik Yerbouti erreichte in den Billboard Charts Platz 21 und zählt zu Zappas bestverkauften Alben. David Fricke im Rolling Stone Magazine bewertete die Instrumentation als „erfrischend geradeaus“ und führte dies darauf zurück, dass Zappa sich mit Anleihen am Doo-Wop oder der Musique concrète zurückhalte.